# Кузнецький Алатау
Кузне́цький Алата́у (рос. Кузнецкий Алатау, від тюрк. ала — «строкатий» і тау — «гора») — гірський хребет на півдні Сибіру, в Кемеровській області і Красноярському краю Росії. Розташований між Кузнецької і Мінусінської улоговинами. Тягнеться від Абаканського хребта на півдні до лінії Сибірської залізниці на півночі і утворює вододіл приток Обі — рр. Том і Чулим.
- Довжина близько 300 км,
- Ширина 150 км.
- Середня висота 1 000—1 200 м, найбільша 2 178 м (гора Верхній Зуб на півдні).

Простягається субмеридіально, круто піднімаючись над Кузнецької улоговиною, що лежить на захід, і полого опускаючись на схід у бік Мінусинської западини. Вершини у південній частині досягають висоти 2000 м над рівнем моря. У північному напрямку висота поступово зменшується і біля північного краю становить близько 300 м. Загальний вигляд визначається переважанням низьких вирівняних вододілів, над якими височіють окремі середньо-гірські вершини як наслідок виборчої денудації та неотектонічних піднятих масивів магматичних гірських порід (гори Пух-18, В. Таскил — 1447 м, В. Каним — 1872 м, Хрестова — 1549 м) та ін. Характерний значний контраст сплощених вододілів і глибоких долин річок Білий і Чорний Іюс, Кия, Середня Терсь, Нижня Терсь та ін. Спостерігається кілька поверхонь вирівнювання.
Гори складені вапняками, кварцитами, крем'янистими і глинистими сланцями протерозою і нижнього палеозою, прорваними численними інтрузіями габро, діоритів, гранітів, сієнітов тощо. Сучасний рельєф створений у неоген—антропогеновий час в результаті підняття і розчленовування різновікових поверхонь вирівнювання. Схили хребта асиметричні: на східному пологому схилі долини річок добре розроблені, на західному крутому схилі річки течуть у вузьких долинах з великими ухилами; на них багато порогів і швер.
Для Кузнецького Алатау характерні тасхили — вершинні поверхні гірських порід і масивів, вкриті кам'яними розсипами, що спускаються в річкові долини. Четвертинні зледеніння охоплювали лише найвищі ділянки Кузнецького Алатау, де залишили сліди морен, карів, льодовикових озер. Існують сучасні заледеніння, представлені льодовиками. Кузнецький Алатау має 4 райони розвитку сучасних льодовиків. Усього 91 льодовик загальною площею 6,79 км². Потужність льоду від 12 м до перших десятків метрів. Тип льодовиків — карові, висячі, присхильні.
Клімат холодний і вологий. На західних схилах випадає 600—800 мм опадів на рік (найбільше до 1500 мм), на східних — 400—500 мм. Повсюдно переважає гірська тайга. На західному схилі до висот 700—750 м на темно-сірих опідзолених ґрунтах домінує чорнова тайга і вторинні — осиково-березові ліси, вище — темнохвойні ліси з ялиці, ялини і кедра. Нижній пояс східного схилу зайнятий гірськими луговими степами на чорноземних ґрунтах, а вище 700—800 м на підзолистих і дерновий-підзолистих ґрунтах панують соснові і модринові ліси. З висоти 1 300—1 500 м — мохово-лишайникова, чагарникова і кам'яниста тундра.
Корисні копалини — залізні і марганцеві руди, золото, хроміти, боксити, мінеральні будматеріали.

## Дослідники
- Родіонов Олександр Михайлович